# Akainacephalus

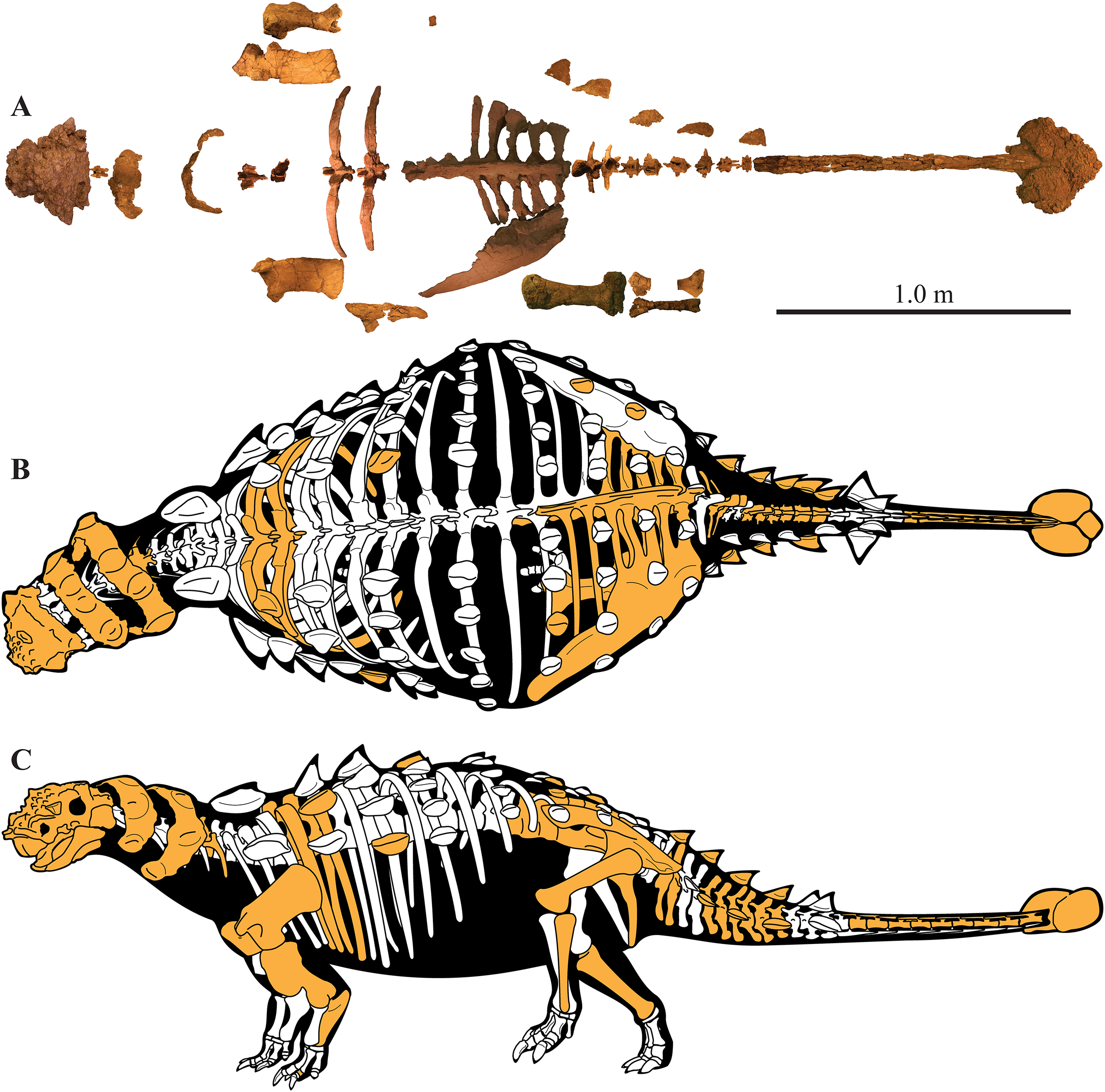
Skelet in bovenaanzicht en diagram van Akainacephalus met gevonden botten in het okergeel

Akainacephalus johnsoni is een plantenetende ornithischische dinosauriër, behorend tot de Ankylosauria, die tijdens het late Krijt leefde in het gebied van het huidige Noord-Amerika.

## Vondst en naamgeving
In 2008 werd door Scott Richardson, een paleontoloog van het Bureau of Land Management, in het Grand Staircase-Escalante National Monument in Kane County, Utah, een vindplaats van fossielen gelokaliseerd. In 2008 werd daarin het skelet gevonden van een ankylosauriër. In 2009 werd de opgraving daarvan door een team onder leiding van R. Irmis, voltooid. De schedel en onderkaken werden geprepareerd door vrijwilliger Randy Johnson, een gepensioneerde scheikundige, een inspanning die vier jaar en duizenden manuren vergde. In januari 2014 werd een CAT-scan uitgevoerd van de schedel.

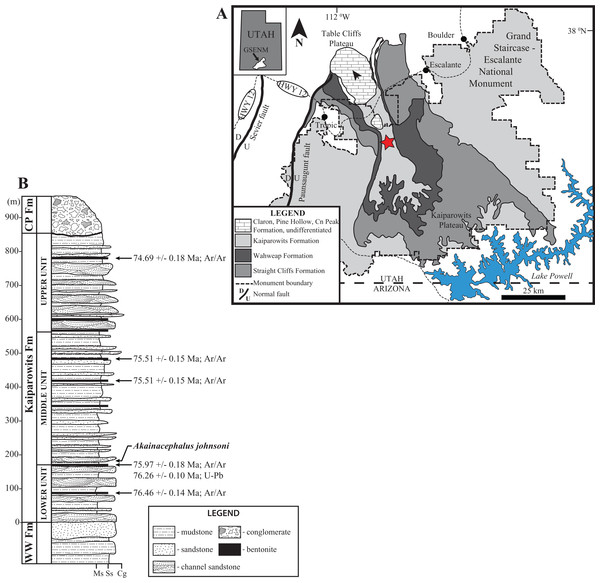
De vindplaats

In 2018 benoemden en beschreven de Nederlandse paleontoloog Jelle P. Wiersma en Randall Benjamin Irmis de typesoort Akainacephalus johnsoni. De geslachtsnaam is een combinatie van het Oudgrieks ἄκαινα, akaina, "stekel", een verwijzing naar de stekelvormige osteodermen, met κεφαλή, kephalè, "hoofd". De soortaanduiding eert preparateur Randy Johnson.

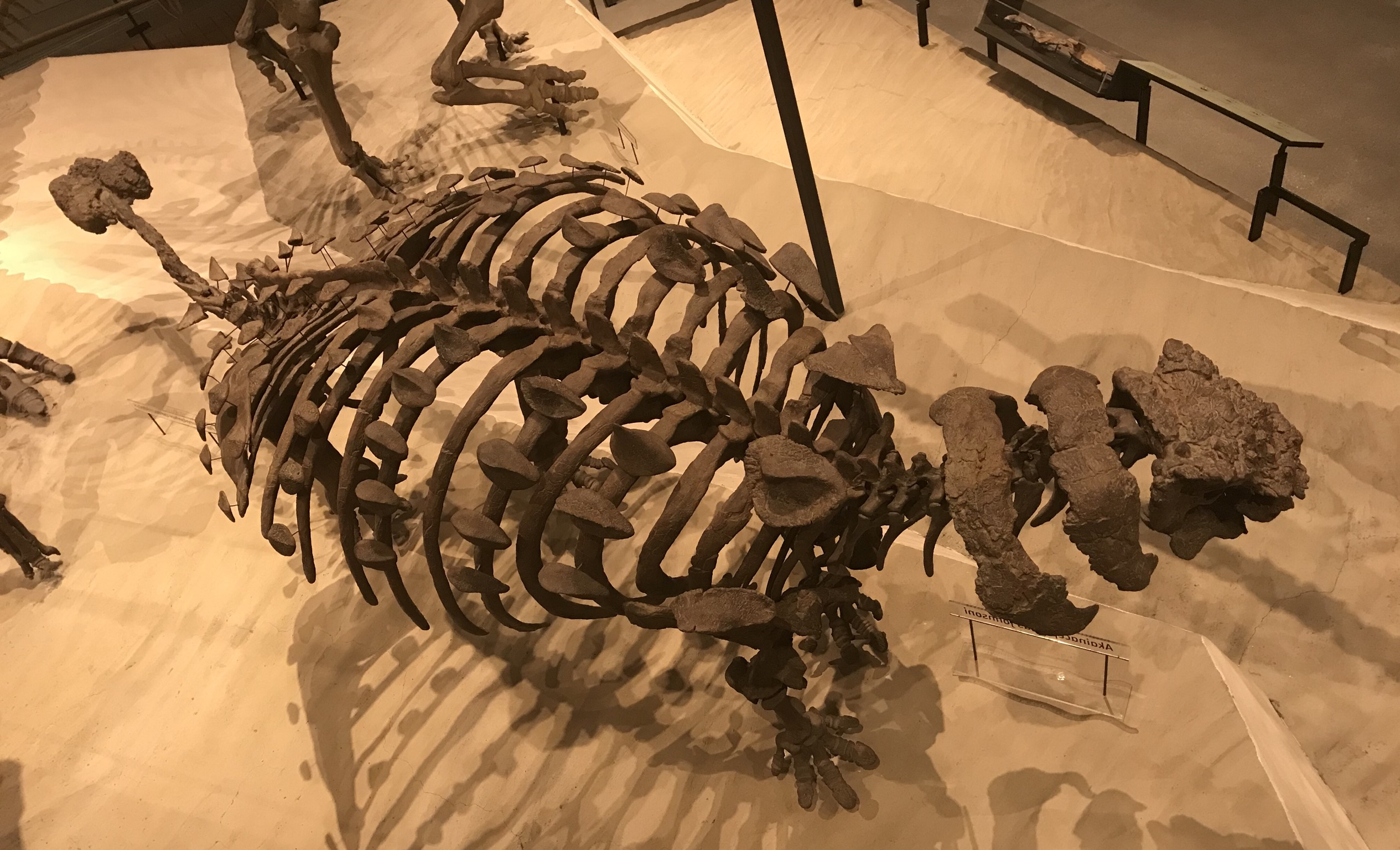
Het skeletmodel

Het holotype, UMNH VP 20202, is gevonden in een laag van de Kaiparowitsformatie die dateert uit het late Campanien. De ouderdom van de laag is met zirkoondatering vastgesteld op 76,26 miljoen jaar. Het holotype bestaat uit een gedeeltelijk skelet met schedel. Het omvat de hele schedel met onderkaken en predentarium; vier ruggenwervels, vier dorsosacrale wervels, drie sacrale wervels, een caudosacrale wervel, acht losse staartwervels, elf vergroeide staartwervels als hendel voor een volledige staartknots, ribben, beide schouderbladen, het linkerravenbeksbeen, het rechteropperarmbeen, de rechterellepijp, een linkerdarmbeen, het linkerdijbeen, het linkerscheenbeen, het linkerkuitbeen, een teenkootje, een klauw, twee halsbergen en veertien osteodermen van rug en flanken. Het fossiel lag gedeeltelijk in verband. Het bewaart ongeveer 45% van de skeletelementen. Het is de meest complete ankylosauride die gevonden is in het zuiden van Laramidia. Het maakt deel uit van de collectie van het Natural History Museum of Utah in Salt Lake City. In dat museum is ook een skeletmodel opgesteld.

## Beschrijving

### Grootte en onderscheidende kenmerken

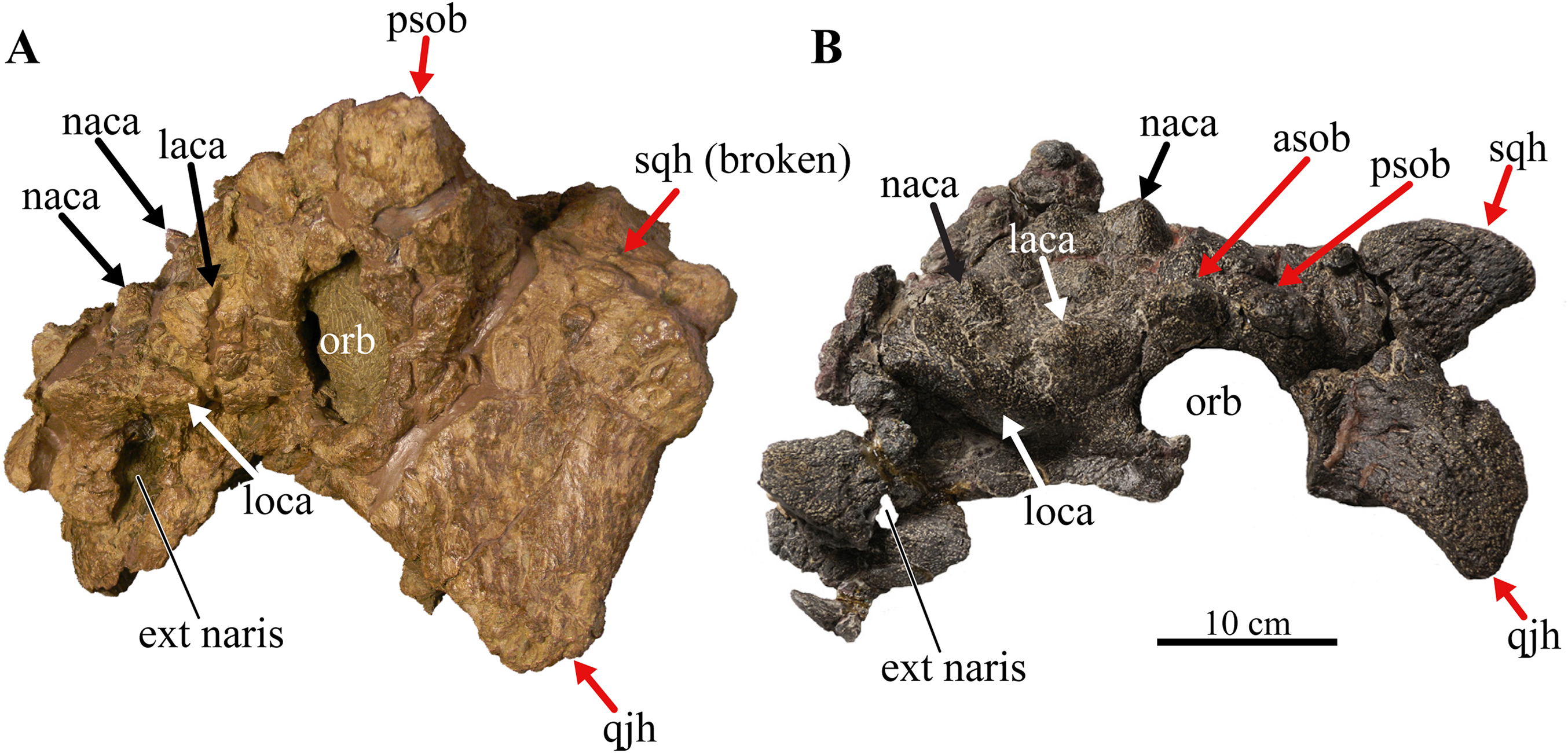
De schedel van Akainacephalus, links, vergeleken met die van de verwant Nodocephalosaurus

Akainacephalus is vrij klein met een lichaamslengte van zo'n vier tot vijf meter.
De beschrijvers wisten een aantal autapomorfieën vast te stellen, unieke afgeleide eigenschappen. De bulten boven de oogkas maken in zijaanzicht een massieve indruk, een hoge naar achteren uitlopende richel vormend die zijwaarts over de oogkas uitsteekt, terwijl ze de bovenste voorhoek en de achterrand van de oogkas omvatten. De jukbeenhoorns zijn driehoekig en steken bijna verticaal naar beneden uit. Op de voorhoofdsbeenderen ligt een centrale grote platte zeshoekige caputegula. De zone tussen de voorhoofdsbeenderen en neusbeenderen is bedekt met dicht opeengepakte symmetrisch geplaatste piramidevormige en kegelvormige caputegulae. De neusbeenderen tonen een opvallende middelste rij van kegelvormige caputegulae die symmetrisch afgescheiden zijn van de beenschubben die daar boven en bezijden van liggen. Het achterhoofdsgat ligt schuin boven en voor de achterhoofdsknobbel.

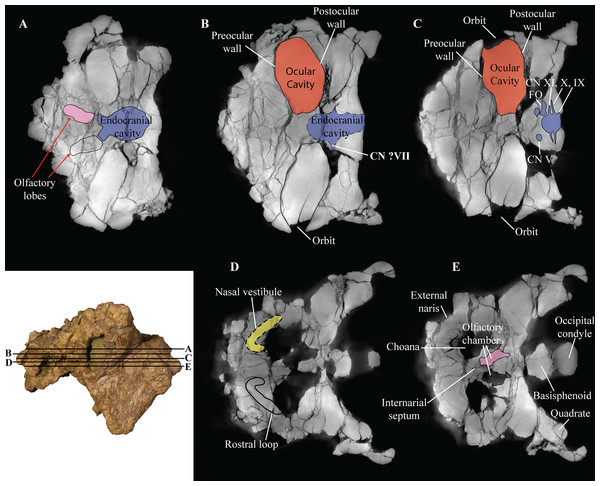
Scans van de schedel

Het koppantser van Akainacephalus lijkt opvallend sterk op dat van Nodocephalosaurus. Deze verwant is daarbij op niet zo'n grote afstand gevonden, in New Mexico. De beschrijvers besteedden dus speciale aandacht aan een vergelijking tussen de twee vormen om te bewijzen dat Akainacephalus een geldig taxon is. Akainacephalus en Nodocephalosaurus hebben bepaalde kenmerken gemeen, zoals piramidevormige osteodermen op de snuit en wijd naar bezijden uitstaande osteodermen boven de neusgaten. Er zijn echter ook verschillen. Bij Akainacephalus vormen de osteodermen van de voorste en achterste supraorbitalia een enkelvoudige, wat naar achteren gebogen, hoge structuur. Bij N. kirtlandensis blijven het aparte elementen die daarbij een stuk kleiner zijn. Bij Akainacephalus is de squamosale hoorn veel kleiner. De wanghoorn steekt als een enorme driehoek naar beneden uit, terwijl die van Nodocephalosaurus als een kleinere gebogen vin naar achteren kromt. De vergelijking wordt bemoeilijkt door het feit dat de schedel van Nodocephalosaurus slechts onvolledig bekend is en bij het holotype van Akainacephalus de squamosale hoorns afgebroken zijn, zodat hun bouw niet goed vastgesteld kan worden, en de schedel als geheel van voor naar achteren samengedrukt is, zodanig dat er een knik ontstaan is waardoor snuit en achterdeel afhangen en heel de zone rond de oogkas versmald en verhoogd wordt. Nodocephalosaurus is echter gevonden in de geologisch drie miljoen jaar jongere Kirtlandformatie. Dat alleen al sluit vrijwel uit dat het om hetzelfde taxon gaat. Tijdens het Campanien was er op Laramidia een snelle opeenvolging van soorten.

### Skelet

#### Dermatocranium

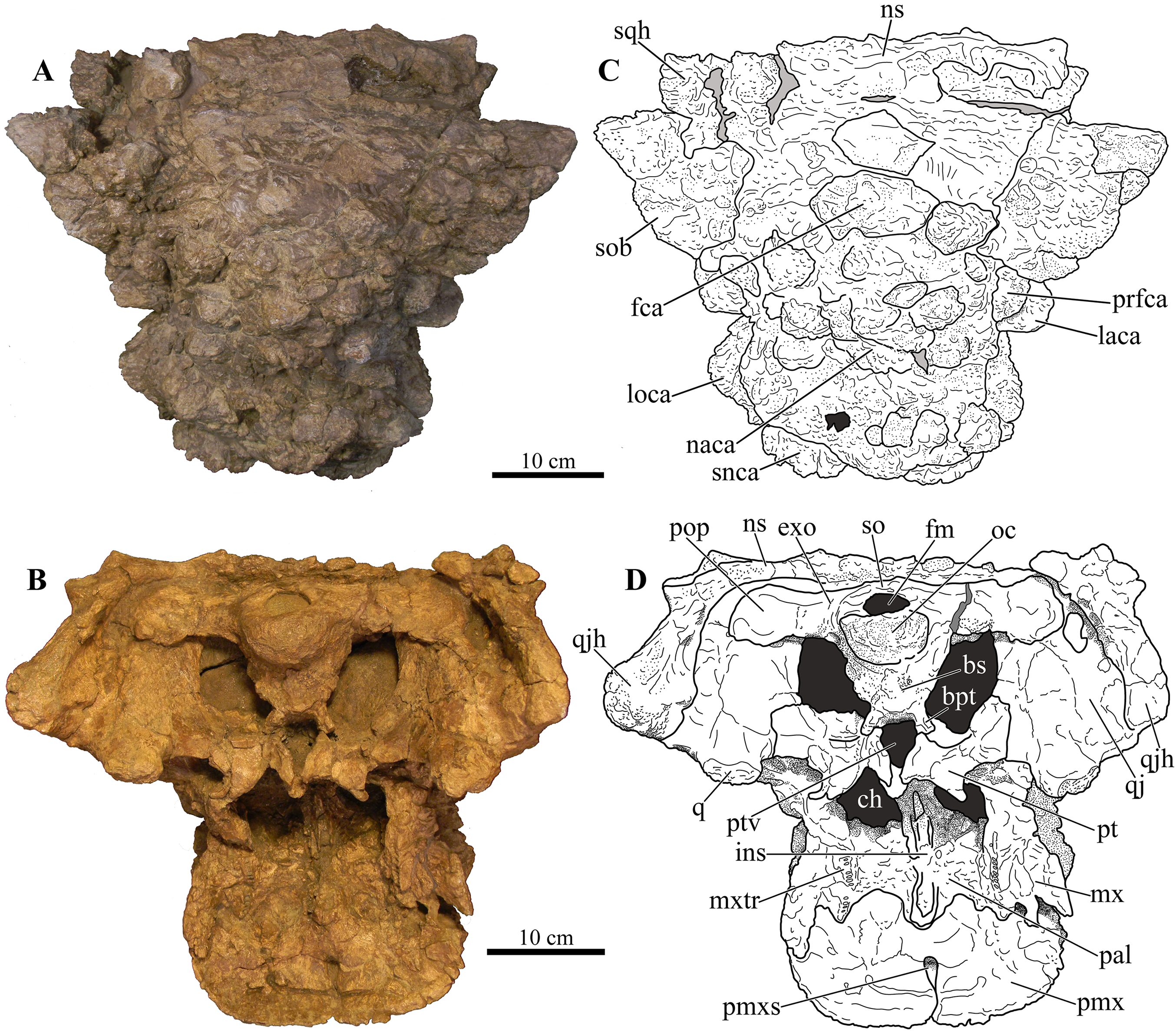
De schedel van boven en onderen bezien

De schedel heeft een bewaarde lengte van een halve meter. De beschrijvers deelden de schedelbotten in volgens hun embryologische en evolutionaire oorsprong, het feit weerspiegelend dat Akainacephalus, zoals alle Tetrapoda, een afgeleide beenvis is. Het dermatocranium bestaat uit elementen voorkomend uit de huidplaten van basale vissen. De praemaxillae vormen een brede, U-vormige, bovensnavel, korter dan breed, met een licht bolle snijrand. Hun interne vleugels vormen een secundair verhemelte met een lichte verheffing op de gezamenlijke beennaad. De zijwand van het bovenkaaksbeen is niet bedekt door osteodermen, net als bij Nodocephalosaurus. Het bovenkaaksbeen maakt driekwart van de snijrand van de snavel uit. Het aantal tanden per zijde in de bovenkaak is geschat op minstens zestien.

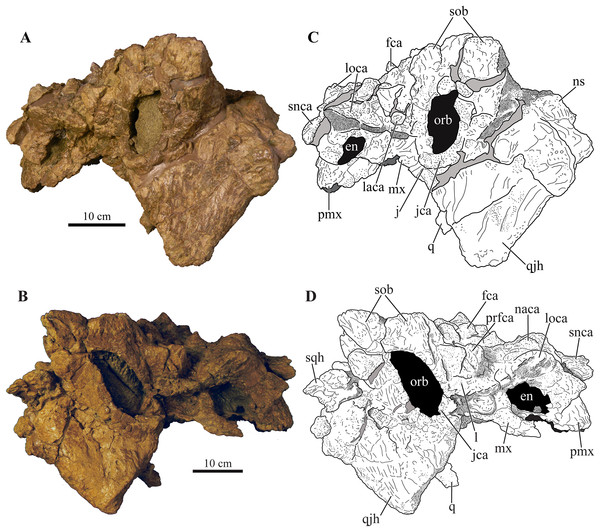
De zijden van de schedel

De neusbeenderen hebben op de middenlijn interne gepaarde tussenschotten die grote vleugels vormen. Het externe neusgat is naar bezijden gericht. Het vrij klein en het is onduidelijk in welke mate het in kleinere openingen onderverdeeld was; verwanten hebben daar vaak een zeer complex systeem van. Bij het verhemeltebeen ontbreken grote openingen aan de achterkant en zijkant.

#### Chondrocranium
Hierop volgden in de beschrijving de botten van het chondrocranium, ten dele voortkomend uit de chorda dorsalis. Op het achterhoofd zijn de processus paroccipitales recht en kort. Ze steken horizontaal uit maar de afgeronde uiteinden hangen wat af en zijn verticaal verbreed. Aan de bovenkant van het achterhoofd bevindt zich een dwarskam met een trog erboven. Op het supraoccipitale zijn facetten zichtbaar die de beschrijvers interpreteerden als een vastgegroeide verbeende proatlas. Het basioccipitale mist een foramen op de onderzijde. Het steekt zijwaarts verder uit dan de niervormige achterhoofdknobbel, anders dan bij Nodocephalosaurus. Het zijprofiel vormt onderaan een ondiepe uitholling terwijl dat bij Nodocephalosaurus veel dieper is en zadelvormig.
De CAT-scan leverde veel extra informatie op over de structuur van de hersenpan. De openingen voor de tiende en elfde hersenzenuw liggen direct achter de fenestra ovalis in plaats van schuin eronder.

#### Splanchnocranium
Het restant van het kopskelet valt onder het splanchnocranium en bestaat uit delen die ontstaan zijn uit de kieuwbogen. De quadrata zijn robuust en hellen meer dan 60° naar achteren. De knobbels van het kaakgewricht liggen daardoor vóór de punt van de jukbeenhoorn en zijn van bezijden zichtbaar, een uniek kenmerk in de Ankylosauridae.

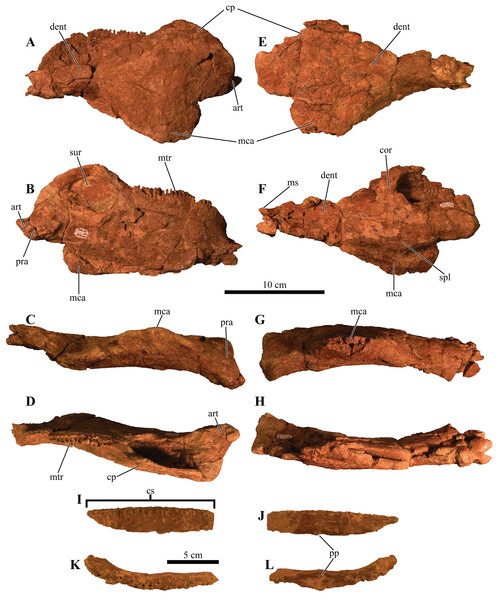
Elementen van de onderkaken

Vooraan worden de onderkaken verbonden door een gezamenlijk predentarium, de eerste keer dat dit bij een Amerikaanse ankylosauride bewaard is gebleven. Het os dentale of dentarium lijkt op dat van Saichania en heeft een hoge bolle bovenrand; bij de meeste verwanten is het dentarium lager. Er is vooraan een diepe verlaging tussen de tandrij en de symfyse. Het aantal dentaire tanden bedraagt minstens zestien. De tanden zelf zijn niet bewaardgebleven. Het os spleniale, aan de binnenkant van de voorste onderkaak, heeft een golvend profiel in onderaanzicht doordat het vooraan bol naar binnen kromt. Dat verschilt van de gebruikelijke bouw waarin het over de hele lengte hol is. Het spleniale lijkt het angulare niet te raken maar wel het prearticulare. Het wordt achteraan doorboord door een groot foramen intermandibulare caudale onder de achterste tand, net als bij Euoplocephalus; bij sommige verwanten ligt het meer achteraan. Het surangulare steekt relatief hoog uit en schijnt bedekt te zijn door een apart coronoïde dat maar zelden bij andere ankylosauriden gemeld is.

#### Postcrania

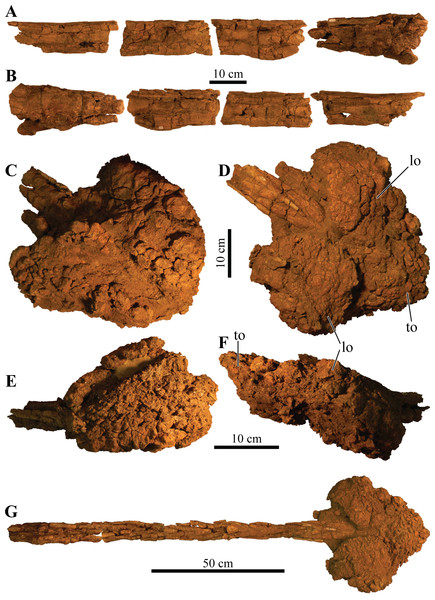
De staartknots

De delen achter de schedel, de postcrania, zijn bij ankylosauriden tamelijk "conservatief": ze tonen weinig variatie tussen de soorten. Zo hebben de twee bewaarde halswervels van Akainacephalus geen bijzondere kenmerken. De twee gevonden voorste ruggenwervels hebben een haakvormig uitsteeksel op de onderste achterrand van het achterste facet van het wervellichaam dat zich naar voren voortzet als een kiel op de onderzijde. De doornuitsteeksels van de rug zijn relatief hoog en breed in zijaanzicht. Acht wervels zijn hecht vergroeid tot een synsacrum. Er zijn geen beennaden zichtbaar wat erop kan duiden dat het om een vrij oud individu gaat. De vier voorste wervels worden als uit de rug "ingevangen" dorsosacralen gezien omdat hun ribben een T-vormige dwarsdoorsnede hebben en een breed contact met het darmbeen missen. De staartwervels zijn slechts licht amficoel. Bij de eerste twee staartwervels zijn de zijuitsteeksels horizontaal en haaks gericht, niet schuin naar beneden en voren. Hun doornuitsteeksels zijn bovenaan uitzonderlijk sterk overdwars verbreed. De meer achterste "vrije" staartwervels behouden een hoog ruggenmergkanaal. Er bevinden zich elf staartwervels in de "hendel" van de staartknots, een relatief laag aantal. Naar achteren in de reeks worden deze wervels smaller en lager. De hendel wordt verstijf door bij elkaar V-vormige voorste gewrichtsuitsteeksels die de helft van de voorliggende wervel beslaan en door staafvormige en V-vormige vergroeide chevrons. Verbeende pezen lijken te ontbreken.
Aan het uiteinde van de staart bevindt zich een staartknots. Deze bestaat uit met de uiterste wervels vergroeide osteodermen. Hoewel dus eigenlijk deel van het huidpantser, wordt deze structuur traditioneel in de context van de staart beschreven omdat zij er een functioneel geheel mee vormt. De knots wordt gevormd door twee grote langwerpige gepaarde osteodermen aan de zijkanten en een kleinere centrale ruitvormige osteoderm aan het uiteinde. Het profiel van de knots als geheel is ook driehoekig, met de afgeronde vrij brede punt naar achteren gericht. Dit wijkt af van de knots van andere Amerikaanse ankylosauriden waar de knots meer een ovaal vormt. Het kan echter zijn dat de driehoekige vorm een artefact is van erosie van het fossiel. Een overeenkomst met de meeste Amerikaanse vormen is de vrij forse omvang. De structuur is bijna net zo breed als de schedel. De knots steekt schuin omhoog onder een hoek van 10° tot 15°. De binnenzijden van de grote osteodermen zijn hol om de staartwervels te omvatten. De buitenzijden hebben geen kiel maar zijn verticaal afgerond. Aan de achterste onderzijde vormen deze osteodermen ronde structuren die elkaar raken. De osteoderm aan het uiteinde is breder dan lang.

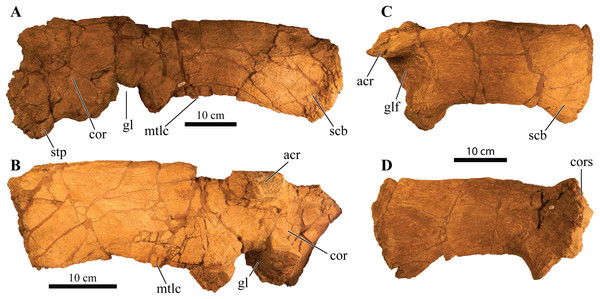
Elementen van de schoudergordel

Het schouderblad is een korte rechthoekige band. Als de lange as daarvan horizontaal wordt gehouden, bevindt zich vlak onder de voorste bovenrand een dikke processus acromialis die zijwaarts uitsteekt. Dit acromion ligt bij Akainacephalus vrij vooraan, net als bij Euoplocephalus en Ankylosaurus. De trog boven het schoudergewricht loopt over het ravenbeksbeen door; het gedeelte op het schouderblad is hier relatief klein. De bovenrand van het schouderblad is vrijwel recht, niet hol of sterk bol. Achteraan is er een bolle rand die vooral naar onderen verbreed is. Het ravenbeksbeen heeft een vierkant profiel.
Het opperarmbeen heeft direct onder en achter de kop een groot naar beneden gericht haakvormig uitsteeksel.
Het voorblad vormt meer dan de helft van de lengte van het darmbeen en steekt onder een hoek van 23° naar oren en bezijden uit. Het achterblad is kort en steekt onder een hoek van 45° schuin naar beneden uit.
Bij het dijbeen, 464 millimeter lang, loopt de kop continu over in de trochanter major. De kop van het dijbeen maakt een hoek van 70° met de schacht, zoals typisch is voor Amerikaanse ankylosauriden; bij Aziatische vormen van dezelfde geologische ouderdom is de hoek minder. Het scheenbeen is robuust. Het kuitbeen is met 397 millimeter opvallend lang; bij Amerikaanse vormen is het dijbeen typisch ruim anderhalfmaal langer.

### Pantser

#### Kop

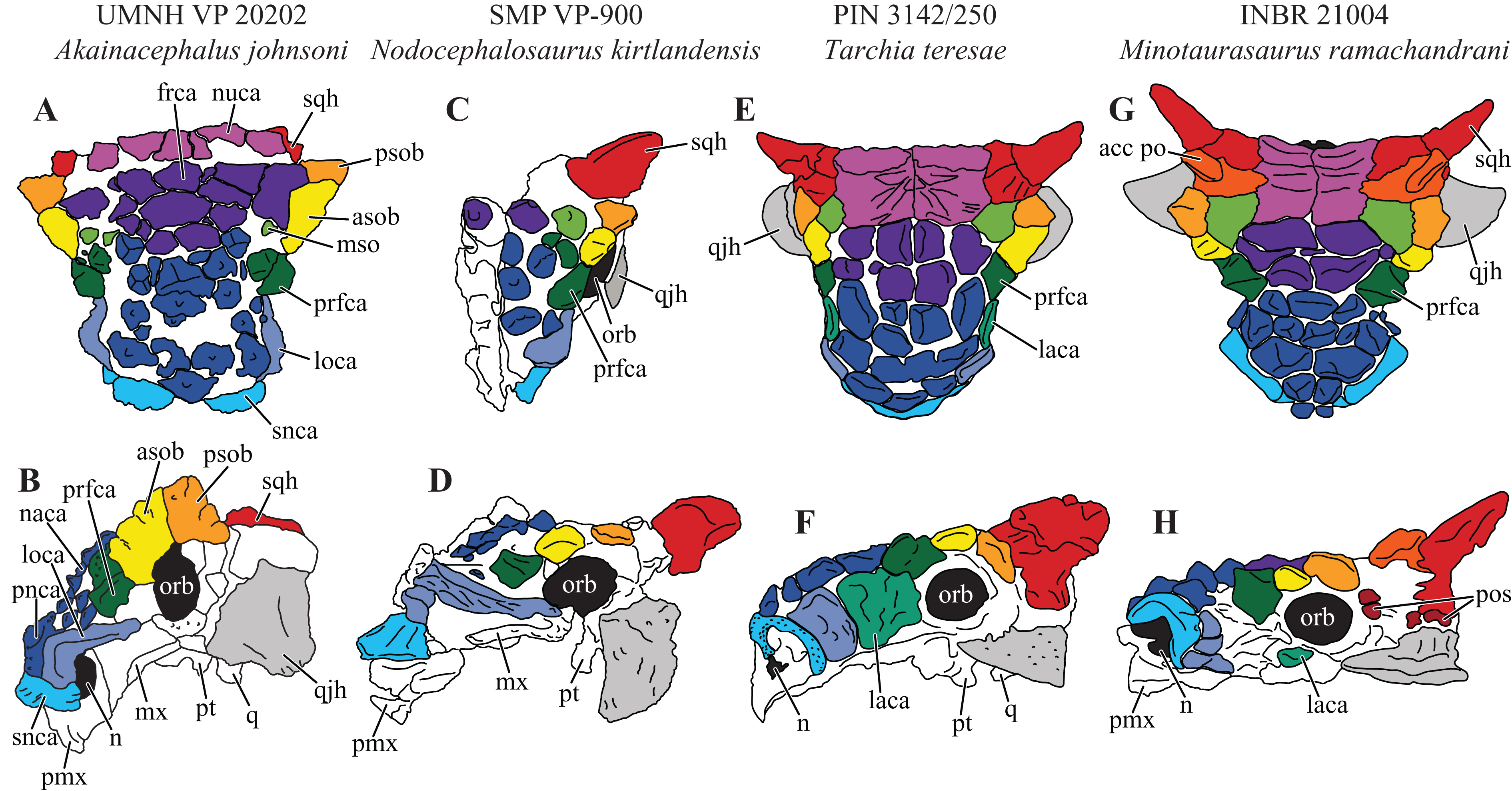
Het koppantser van Akainacephalus, links, vergeleken met dat van verwanten

Het koppantser bestaat uit huidverbeningen, caputegulae, die met de eigenlijke schedel zijn vastgegroeid. Bij Akainacephalus vormt het snuitpantser een hoge welving zoals bij meer Amerikaanse ankylosauriden en in tegenstelling met de meer platte vorm bij Aziatische soorten. Boven de voorkant van het zijwaarts gerichte neusgat bevindt zich aan de voorkant een grote, "supranariale", in zijaanzicht brede, osteoderm, die overdwars schuin naar boven en bezijden langs de achterrand van de bovensnavel loopt, net als bij Nodocephalosaurus. Deze pantserplaat is bovenop glad met kiel. De gepaarde supranariale caputegulae worden in het midden gescheiden door een voorste piramidevormige osteoderm. Deze is de voorste in reeks van zulke caputegulae op de middenlijn van de snuit die de scheiding vormt van de symmetrisch geplaatste kleinere osteodermen, links en rechts een rij vormend, op de neusbeenderen. De middenreeks is grotendeels zeshoekig met een duidelijke spits. Bij de meeste ankylosauriden is er meer een mozaïekpatroon. De osteodermen van de snuit hebben diepe putten en adergroeven. Over de zijkant van de snuit, over de bovenrand van het neusgat en het bovenkaaksbeen, loopt een lange "loreale" osteoderm, een dikke beenrichel vormend, net als bij Nodocephalosaurus. Deze richel overlapt de zijkant van de snuit nauwelijks. Meer naar achteren ligt een grote piramidevormige zijwaarts uitstekende osteoderm op het prefrontale. Deze vormt geen continue richel met de bulten boven de oogkas. Op de voorhoofdsbeenderen ligt een mozaïek van caputegulae met achteraan een brede zeshoekige grote osteoderm in het midden. Deze is gewelfd en wordt aan de voorkant en zijkanten omringd door kleinere veelhoekige spitse kegelvormige osteodermen met een veel ruwer oppervlak. Deze precieze configuratie is uniek: bij andere soorten zijn de omringende caputegulae of platter of piramidevormig. De achterkant van het schedeldak vormt een hoog plateau waarvan de achterrand bezet wordt door kleinere osteodermen die rond zijn of een kiel overdwars tonen. Bij veel verwanten zijn deze afgeplat. Het plateau wordt van de bulten boven de oogkassen gescheiden door een lengtegroeve.

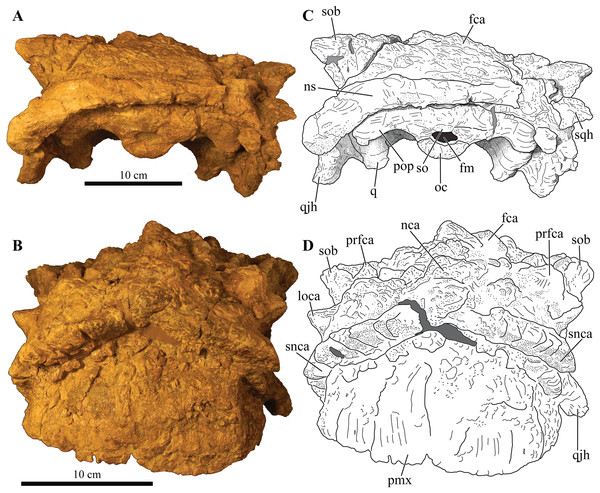
De schedel van voren en achteren bezien

De oogkas wordt omringd door een reeks osteodermen. De osteodermen van het voorste en achterste supraorbitale zijn vergroeid, een grote hoge hoorn vormend, iets naar achteren gericht, die de hele oogkas overkapt. De hoorns van beide zijden vormen het breedste punt van de schedel zoals die bewaard is; normaliter zijn de squamosale hoorns nog breder maar dat kan in dit geval door breuken niet vastgesteld worden. De supraorbitale hoorn, in bovenaanzicht driehoekig, is vooral bovenop erg ruw en werd daar kennelijk bedekt door een hoornlaag. Veel gladdere platen begrenzen de rest van de oogkas: vooraan ligt een kleine platte osteoderm van het traanbeen, ondereen een licht zijwaarts uitstekende halve ring van het jukbeen en achteraan een reeks van kleinere, iets ruwere, beenschubben.
De squamosale hoorn vormt de uiterste osteoderm op de achterhoek van de schedel. De hoorn ligt direct achter de supraorbitale bulten, zonder tussenliggende kleinere beenschubben. De precieze morfologie is door breuken niet bekend.
De wanghoorn wordt meestal de quadratojugale hoorn genoemd. In dit geval bedekt hij niet alleen dit bot maar de hele achterste zijde van de schedel. Naar voren toe zijn er geen opvullende kleine osteodermen richting de achterrand en onderrand van de oogkas. Die ontbreken ook tussen de wanghoorn en de squamosale hoorn. De hoorn vormt een grote asymmetrische driehoek waarvan de punt vrijwel recht omlaag steekt. Het buitenvlak van de hoorn is recht met slechts een lichte bolling. Dit vlak is ook vrij glad hoewel er wel verticale groeven op liggen.
Langs de onderrand van de onderkaak loopt een langwerpige maar hoge osteoderm. Deze heeft het profiel van een lage driehoek, wat uniek is in de Ankylosauridae. Hij bedekt de onderkant en onderste helft van het angulare. Alleen de achterste helft van de kaak wordt bedekt terwijl bij verwanten de osteoderm ver naar voren doorloopt. De onderrand van de osteoderm steekt onder de onderrand van de eigenlijke kaak uit. Achteraan wordt het buitenvlak en bol en kromt omhoog in een lob die de onderrand van het surangulare raakt. Tussen de binnenzijde van de osteoderm en het angulare bevindt zich een lengtegroeve. Het ondervlak is plat en overdwars breed. Het buitenvlak is glad.

#### Nek

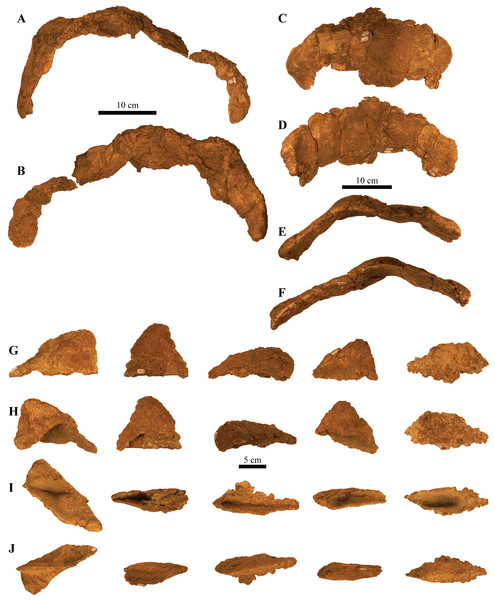
Delen van het pantser

Er zijn twee halsbergen gevonden, halve cirkels die een ringvormig pantser op de nek vormden. Wellicht waren er maar twee. De halsbergen bestaan uit zes segmenten, de gebruikelijke bouw. Die zijn niet heel sterk vergroeid want zigzagvormige beennaden ontbreken. Volgens de beschrijvers zijn alleen de diepere beenbanden aangetroffen en werden die bij het levende dier bedekt door opliggende osteodermen. De banden tonen in het midden van de segmenten ovale verheffingen, in de lengterichting van het lichaam liggend. Hier zouden die osteodermen aan verbonden zijn geweest; de verheffingen zijn dan niet die osteodermen zelf in een versmolten toestand. De verheffingen zijn ovaal wat erop wijst dat de osteodermen dat ook waren, wellicht voorzien van een kiel in de lengterichting.

#### Romp
Er zijn veertien losse osteodermen aangetroffen. Die zijn alle langwerpig met een hoge kiek en een uitgeholde basis. Ze variëren in grootte van een paar centimeter tot ruim tien centimeter lengte. Drie typen werden onderscheiden, de typologie van Tracy Lee Ford volgend. Vijf waren van het "puptent"-type of wel "type 1". Ze zijn hoger dan breed met een diepe uitholling op de onderzijde en dunne beenwanden. De scherpe hoge kiel heeft een lange bolle voorrand en een korte holle achterrand zodat een naar achteren gerichte vinvorm ontstaat met een afgeronde punt. In bovenaanzicht is de kiel golvend. Dit soort osteodermen ia bij verwanten op de voorste rug of de borst aangetroffen.
Acht osteodermen zijn gevonden van het zogenaamde "type 2". Ze zijn vijfenvijftig tot honderdtwaalf millimeter lang en vijfenzestig tot eenennegentig millimeter hoog. Hun kielen, die de volle lengte beslaan, zijn meer afgeplat met een smalle groeve op de onderzijde. Ze hebben scherpe driehoekige punten die naar bezijden en achteren uitsteken. Zulke osteodermen bevinden zich bij ankylosauriden meestal op de zijden van de romp of de voorste staart. De punten steken dan naar achteren maar de beschrijvers wijzen erop dat ze op de staartbasis van Saichania naar voren steken. Deze osteodermen missen bij Akainacephalus de diepe dubbele groeven op de bovenzijde als bij Tarchia.
Eén osteoderm is aangetroffen van "type 5". Deze heeft een ronde basis met een asymmetrisch geplaatste rechte kiel in de lengterichting. Zulke osteodermen bedekten wellicht de rug.

## Fylogenie
Akainacephalus is binnen de Ankylosauridae in de Ankylosaurinae en Ankylosaurini geplaatst, als mogelijke zustersoort van Nodocephalosaurus. Hun klade zou het nauwst verwant zijn aan een klade van drie Aziatische vormen: Tarchia, Minotaurasaurus en Shanxia.